# العلاقات الصربية الليتوانية
العلاقات الصربية الليتوانية هي العلاقات الثنائية التي تجمع بين صربيا وليتوانيا.

## مقارنة بين البلدين
هذه مقارنة عامة ومرجعية للدولتين:
| وجه المقارنة                                              | صربيا                                                      | ليتوانيا                                                    |
| --------------------------------------------------------- | ---------------------------------------------------------- | ----------------------------------------------------------- |
| المساحة (كم2)                                             | 88.36 ألف                                                  | 65.30 ألف                                                   |
| عدد السكان (نسمة)                                         | 7.02 مليون                                                 | 2.79 مليون                                                  |
| الكثافة السكانية (ن./كم²)                                 | 79.45                                                      | 42.73                                                       |
| العاصمة                                                   | بلغراد                                                     | فيلنيوس، كاوناس                                             |
| اللغة الرسمية                                             | اللغة الصربية                                              | اللغة الليتوانية                                            |
| العملة                                                    | دينار صربي                                                 | ليتاس ليتواني، يورو                                         |
| الناتج المحلي الإجمالي (بليون دولار)                      | 41.43 مليار                                                | 47.17 مليار                                                 |
| الناتج المحلي الإجمالي (تعادل القوة الشرائية) بليون دولار | 100.13 مليار                                               | 84.06 مليار                                                 |
| الناتج المحلي الإجمالي الاسمي للفرد دولار أمريكي          | 5.24 ألف                                                   | 14.15 ألف                                                   |
| الناتج المحلي الإجمالي للفرد دولار أمريكي                 | 13.59 ألف                                                  | 27.69 ألف                                                   |
| مؤشر التنمية البشرية                                      | 0.771                                                      | 0.839                                                       |
| رمز المكالمات الدولي                                      | +381                                                       | +370                                                        |
| رمز الإنترنت                                              | .rs، .срб ‏                                                 | .lt                                                         |
| المنطقة الزمنية                                           | توقيت وسط أوروبا، ت ع م+01:00، ت ع م+02:00، أوروبا/بلغراد ‏ | ت ع م+02:00، ت ع م+03:00، أوروبا/فيلنيوس ‏، توقيت شرق أوروبا |

## منظمات دولية مشتركة
يشترك البلدان في عضوية مجموعة من المنظمات الدولية، منها:
| علم المنظمة | اسم المنظمة                               | تاريخ انضمام صربيا | تاريخ انضمام ليتوانيا |
| ----------- | ----------------------------------------- | ------------------ | --------------------- |
|             | مؤسسة التنمية الدولية                     | 25 فبراير 1993     | 23 سبتمبر 2011        |
|             | يونسكو                                    | 20 ديسمبر 2000     | 7 أكتوبر 1991         |
|             | وكالة ضمان الاستثمار متعدد الأطراف        | 19 مارس 1993       | 8 يونيو 1993          |
|             | الأمم المتحدة                             | 1 نوفمبر 2000      | 17 سبتمبر 1991        |
|             | مجلس أوروبا                               | 3 أبريل 2003       | ?                     |
|             | الاتحاد البريدي العالمي                   | ?                  | ?                     |
|             | البنك الدولي للإنشاء والتعمير             | 25 فبراير 1993     | 6 يوليو 1992          |
|             | الاتحاد الدولي للاتصالات                  | 1 يونيو 2001       | 1 يوليو 1923          |
|             | منظمة حظر الأسلحة الكيميائية              | ?                  | ?                     |
|             | مؤسسة التمويل الدولية                     | 25 فبراير 1993     | 15 يناير 1993         |
|             | المنظمة الأوروبية لسلامة الملاحة الجوية   | 2005               | 2006                  |
|             | المركز الدولي لتسوية المنازعات الاستشارية | 8 يونيو 2007       | 5 أغسطس 1992          |
|             | مجموعة الموردين النوويين                  | ?                  | ?                     |
|             | منظمة الشرطة الجنائية الدولية             | ?                  | ?                     |
|             | منظمة الأمن والتعاون في أوروبا            | 3 يونيو 2006       | 10 سبتمبر 1991        |

## وصلات خارجية
- موقع وزارة الخارجية الصربية
- موقع وزارة الخارجية الليتوانية